# Dominique Sébastien Léman
Dominique Sébastien Léman (Nápoles, 5 de diciembre de 1781-28 de febrero de 1829) fue un naturalista, minerólogo, botánico, pteridólogo, micólogo, y algólogo francés de origen italiano. En 1793 con sus padres, migrados políticos, retornan a Francia, y terminará sus estudios en París.

## Honores
En su honor se nombran las especies:
- (Poaceae) Festuca lemanii T.Bastard 1809
- (Rosaceae) Rosa lemanii  Boreau 1857
- La abreviatura «Léman» se emplea para indicar a Dominique Sébastien Léman como autoridad en la descripción y clasificación científica de los vegetales.[1]